# FIFA Manager 13
FIFA Manager 13 – komputerowa gra sportowa wyprodukowana przez Bright Future i wydana przez Electronic Arts w 2012 roku.
29 maja 2012 na konferencji prasowej EA wydawca ogłosił, że grę po raz kolejny wyprodukuje niemiecka firma Bright Future, ale sama gra sygnowana będzie przez EA Sports.

## Nowe funkcje

### Piłkarze
W tej części gry producenci wprowadzili ulepszenia, dzięki którym gracz może poznać wiele informacji na temat osobowości piłkarza, takich jak ogólne cechy charakteru, ego, główne cele i motywacje.
Twórcy zwrócili także uwagę na relacje futbolistów z członkami drużyny i ich rodziną. Dzięki informacjom o niesnaskach i spięciach w zespole gracz może podjąć odpowiednie działania mające na celu wyeliminowanie problemu, tym samym zwiększając efektywność całej drużyny.

### Rozdzielczość ekranu
Nowa podstawowa rozdzielczość została zwiększona z 1024x768 do 1280x1024. Daje to grze nowy wygląd, a zarazem pozwala uzyskać więcej miejsca dla istotnych elementów, takich jak boiska na ekranie składu lub tekstu na ekranie Wyników na żywo. Gra obsługuje również wszystkie rozdzielczości ekranu z poprzednich edycji (minimalna 1024x720, maksymalna 1920x1200).

### Nowe przeciągnij i upuść na pasku szybkiego dostępu do menu
Nowy pasek szybkiego dostępu do menu pozwala wybrać dowolną liczbę elementów menu. Gracz może bezpośrednio dotrzeć do odpowiedniego elementu menu za pomocą jednego kliknięcia. Każdy element pokazuje również informacje, czy odpowiedni ekran był już otwarty w danym dniu, a także sygnalizuje potencjalne problemy.